# Anolis greyi
Anolis greyi är en ödleart som beskrevs av  Barbour 1914. Anolis greyi ingår i släktet anolisar, och familjen Polychrotidae.
Vanligen blir denna ödla utan svans 5 cm lång och med svans 12 cm. Sällan hittas 21 cm långa exemplar. Grundfärgen på ovansidan är vanligen brun eller grå med flera vita punkter. Hannar och honor kännetecknas av en röd tröglapp med vit kant. Den är hos hannar större. Hannar har dessutom en kam på ryggens ovansida.
Artens utbredningsområde är Kuba. Inga underarter finns listade i Catalogue of Life. Anolis greyi är dagaktiv och den solbadar på morgonen. Viloplatsen ligger under träbitar på marken eller under lösa barkskivor. Ödlan äter främst insekter, spindeldjur och andra ryggradslösa djur. Ibland ingår små ryggradsdjur i födan. Honan lägger ägg som gömd på en skyddad plats.